# Ripuby
Ripuby [ripo-] (finska: Riipilä) är en stadsdel i Vanda stad i landskapet Nyland. 
Ripuby ligger i norra delen av västra Vanda och gränsar till kommunerna Nurmijärvi och Tusby. Grannstadsdelar i Vanda är Luhtabacka, Sjöskog och Kila. Ripuby är ett glest bebott jordbruksområde.